# دوغ ديفيس (لاعب كرة قدم أمريكية)
دوغ ديفيس (بالإنجليزية: Doug Davis)‏ هو لاعب كرة قدم أمريكية أمريكي، ولد في 2 يوليو 1944 في إلكتون في الولايات المتحدة، وتوفي في 10 فبراير 2011 في براندون ‏ في الولايات المتحدة.

## وصلات خارجية
- دوغ ديفيس على موقع مرجع كرة القدم المحترفة.كوم (الإنجليزية)